# Aachen-Frankfurter Heerstraße

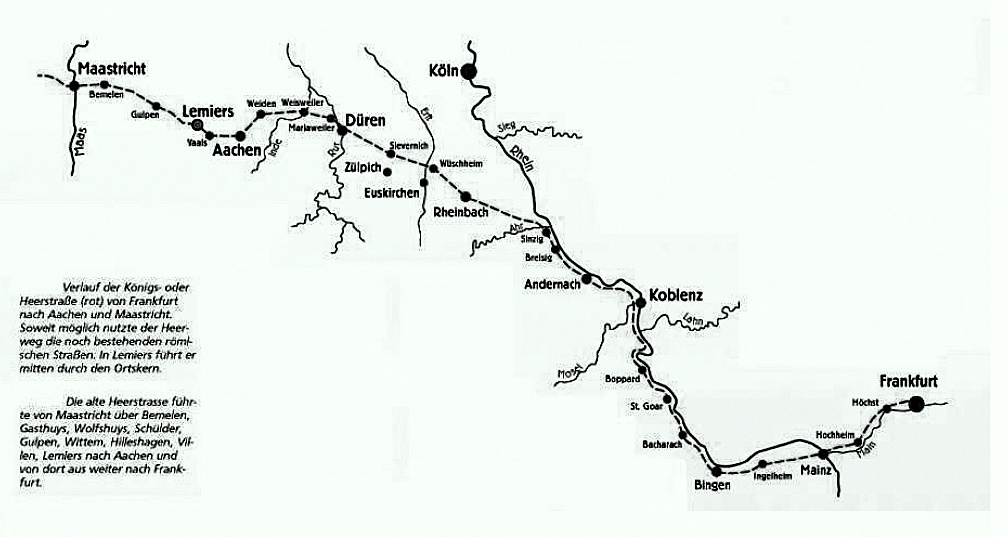
Verlauf

Die Aachen-Frankfurter Heerstraße (auch bekannt als Krönungsstraße) war eine mittelalterliche Handels-, Heer-, Krönungs- und Pilgerstraße und verlief über einer Länge von 252 Kilometern von Frankfurt am Main nach Aachen. Sie war Teil des europaweiten Verbindungsweges Via Regia, der Osteuropa mit Santiago de Compostela verband. Sie ist nicht zu verwechseln mit der Bonn-Aachener Heerstraße, die zwischen Aachen und Düren/Zülpich größtenteils identisch ist oder parallel verlief und gelegentlich als Ersatzroute für die königlichen Delegationen diente.

## Geschichte
Die Bedeutung der Aachen-Frankfurter Heerstraße aus dem 9. Jahrhundert lag zunächst auf politischem Gebiet. Für die Karolinger und ihre fränkischen Nachfolger verband sie Frankfurt, als Ort der Königs- oder Kaiserwahl mit Aachen, dem Ort der Krönungen. Ungefähr 30 Könige und Kaiser reisten auf diesem Weg nach Aachen zu den Krönungsfeierlichkeiten, weshalb die Straße auch Krönungsstraße genannt wurde. Darüber hinaus wurde sie von Handelsleuten, Soldatenverbänden, Postkutschen und Pilgern genutzt. Sie kreuzte viele andere wichtige Straßenverbindungen wie beispielsweise die Fernstraße von Köln nach Reims und hatte im Raum Zülpich Anschluss an die Bonn-Aachener Heerstraße. Der Streckenabschnitt von Frankfurt nach Sinzig verlief per Schiff über die Flüsse Main und Rhein.
Im 15. Jahrhundert hieß die Straße je nach Abschnitt Aicher Straße (Aachener Straße) und erhielt später andere örtliche Bezeichnungen wie beispielsweise Kaiserstraße, Heerstraße, Rheinstraße oder Hohe Straße.
Die Karlsverehrung und später die Aachener Heiligtumsfahrt zogen große Pilgerscharen nach Aachen, die aus der Mitte des Reiches in den ersten Jahrhunderten ihres Bestehens die Aachen-Frankfurter Heerstraßen benutzten. Deshalb finden sich häufig Kapellen und Wegekreuze aber auch Klöster an ihrem Wegesrand, darunter das Kloster Maria Stern in Essig oder das Zisterzienserinnenkloster St. Jöris bei Eschweiler.
Darüber hinaus entstanden im Mittelalter  allein zwischen Sinzig und Aachen an der Straße circa 36 Burgen, die zu deren Schutz dienten, darunter die
- Burg Bodendorf bei Sinzig, (13. Jahrhundert)
- Reichsburg Landskron bei Bad Neuenahr-Ahrweiler (Anfang 12. Jahrhundert)
- Tomburg bei Rheinbach (um 900)
- Burg Rheinbach bei Rheinbach (12. Jahrhundert) mit ihrem markanten Hexenturm
- Burg Ringsheim bei Euskirchen (13. Jahrhundert)
- Burg Sievernich bei Düren (12. Jahrhundert)
- Burg Bubenheim bei Düren (13. Jahrhundert)

Im Zuge der aufkommenden Industrialisierung verlor die Straße immer mehr an Bedeutung und ist heute in den Örtlichkeiten kaum noch bzw. nur noch dem Namen nach zu erkennen.

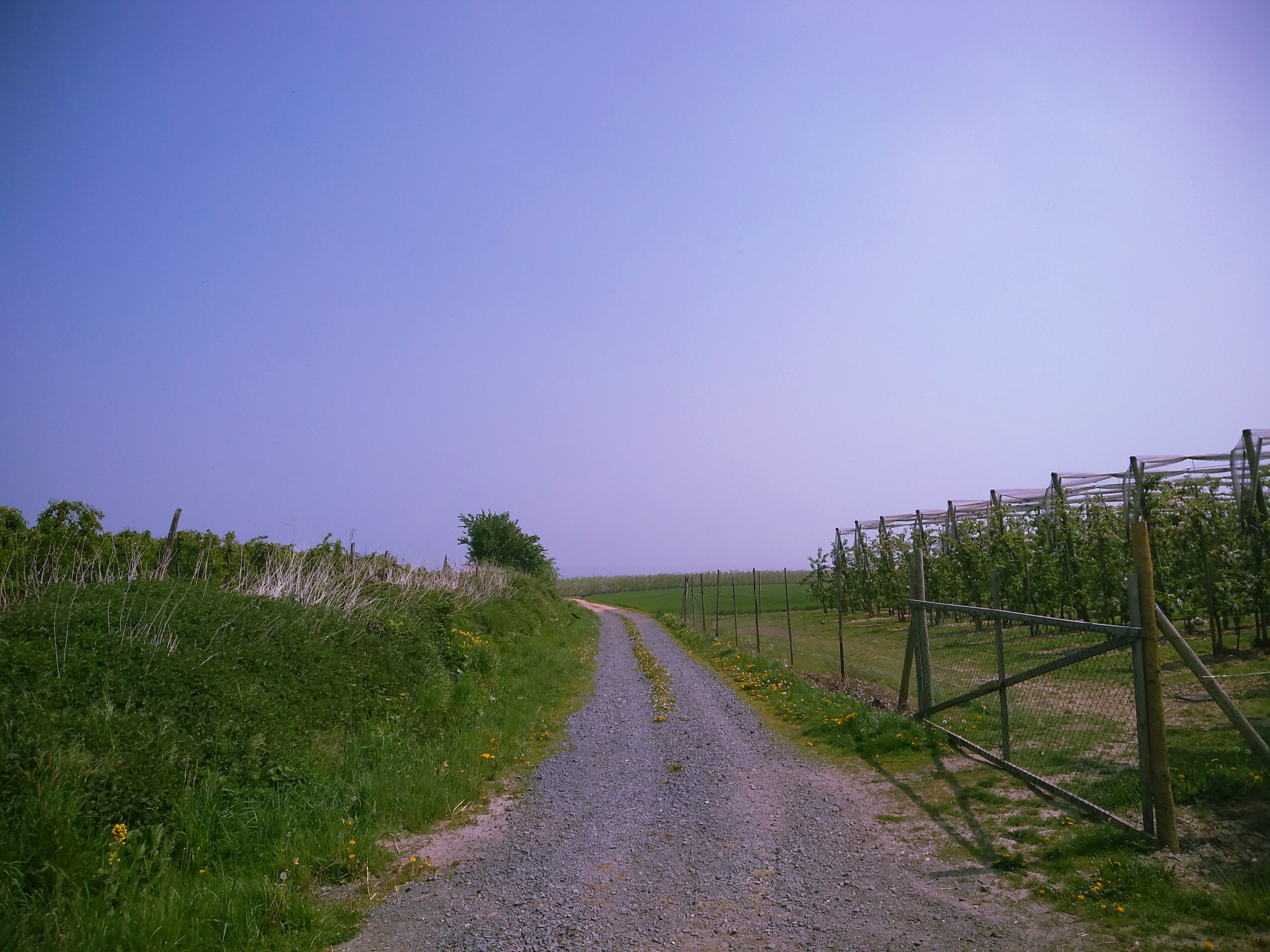
Heerstraße bei Fritzdorf, Gmd. Wachtberg

Die Straße verlief von Frankfurt am Main über
- Hochheim, über den Main
- Mainz, über den Mains
- Bingen am Rhein, über den Rhein
- Koblenz, über den Rhein
- Andernach, über den Rhein
- Sinzig, über den Rhein, ab hier über Landwege
- Bad Bodendorf
- Nierendorf
- Fritzdorf
- Eckendorf
- Altendorf
- Ersdorf
- Rheinbach
- Wichterich bei Euskirchen
- Sievernich mit der Petronellakapelle Dirlau und der Dreifaltigkeitskapelle bei Vettweiß
- Kelz
- Simonshardt
- Mariaweiler bei Düren
- Geich mit der als Gasthaus und Hospital ausgebauten Nikolauskapelle
- Dürwiß heute Ortsteil von Eschweiler/Rhld
- Broichweiden (Würselen) mit der Kapelle St. Jobs
- Haaren nach Aachen